# 노인경
노인경(1980년 2월 2일~)은 대한민국 그림책 작가이다.  그녀의 그림책은 일상의 소중한 순간을 따뜻하게 담아내고 있다고 평가받는다. 2012년에는 《청소부 소소》로 볼로냐국제아동도서전 올해의 일러스트레이터로 선정되었고, 2013년에는 《코끼리 아저씨와 100개의 물방울》로 BIB 황금사과상을 수상하였으며, 2015년에는 《고슴도치 x》가 뮌헨 화이트레이븐에 선정되었다. 그리고 2019에는 《숨》이 IBBY 사일런트북에 선정되며 권위 있는 국제 그림책 상을 다수 수상하였다.

## 생애
노인경 작가는 1980년 2월 2일 서울 신림동에서 태어났다. 2002년 홍익대학교 시각디자인학과 학사를 졸업하고, 재학 중 정병규 교수님의 추천으로 그림책 출판 일을 시작하게 되었다. 그녀는 2004년 이탈리아로 유학을 떠나 Accademia di belle arti Milano에서 그래픽을 석사 졸업하였다. 그녀는 2006년 첫 그림책 《기차와 물고기》로 데뷔했다. 대표작으로는 《코끼리 아저씨와 100개의 물방울》, 《고슴도치 x》, 《곰씨의 의자》, 《숨》, 《임금님 귀는 당나귀 귀》가 있다. 그녀의 작품은 출산을 기점으로 전환기를 맞이했다. 아들을 출산 후 《숨》, 《사랑해 아니요군》 등 육아 관련 이야기나 생명의 경이로움을 다루는 이야기를 그려내고 있다. 현재 그녀는 이탈리아 파르마에서 남편과 아이와 거주하며 작업중이다. 그녀가 좋아하는 창작가는 노자, 이수지, 패트릭 맥도넬, 존 버닝햄, 엘리자베스 스트라우트, 서보 머그더가 있다.

## 커리어
2006년 첫 그림책 《기차와 물고기》는 그녀의 데뷔작이다. 홍익대학교 졸업 작품 《책 청소부 소소》로 2012 볼로냐국제아동도서전 올해의 일러스트레이터로 선정되었으며 해외에서 주목을 받기 시작했다. 2013년에는 《코끼리 아저씨와 100개의 물방울》로 브라티슬라바 BIB 황금사과상, 스위스 PETITS MOMES 수상하였다. 2015년에는 《고슴도치 x》가 뮌헨 국제어린이도서관 화이트레이븐스에 선정되었다. 2019년에는 《숨》이 IBBY Silent books에 선정되기도 하였다.이후 《곰씨의 의자》는 대만과 프랑스에 연이어 저작권이 수출되어 해외 독자들과 만나고 있다. 현재 그녀는 바캉스 프로젝트 모임에 일원으로 활동하고 있다. 바캉스 프로젝트는 한국의 15명 그림책작가들이 모여 만든 그림책 모임이다. 이들은 다양한 주제나 새로운 표현을 담은 독립 출판물을 만들어내고 있다. 이 프로젝트를 통해 노인경 작가는 옛이야기를 모티브로 한 《임금님 귀는 당나귀 귀》와 자전적 에세이 《자린고비》를 출간하였다.

## 스타일
그녀는 작품마다 매번 다른 채색방법과 표현기법을 시도한다. 각 책의 주제에 맞게 타이포그래피, 픽셀아트기법, 색연필, 패턴작업, 팝업스타일, 붓펜 등 다양한 기법을 구현해내며 자신만의 작품세계를 구축한다. 그녀의 작품 기법은 출산 이후로도 크게 달라졌다. 출산 전 그녀는 주제 의식을 잘 전하기 위해 다양한 표현기법을 사용했다. 출산 후 그녀는 육아를 병행하느라 도구가 간단한 수채화기법을 시도하였다.그녀가 즐겨 사용하는 이야기 플롯은 양극단의 이항대립(binary opposition)을 통한 전개이다.  또한 그녀는 자신의 그림책에 상징을 적극 활용하고 있다. 그녀는 일상 속에서 찾을 수 있는 것을 상징으로 사용하고 있다.

## 주요작품
- 2022 《우유는 안마셔》, 문학동네

- 2022 《내거야 다 내거야》, 문학동네
- 2022 《임금님 귀는 당나귀 귀》, 문학동네
- 2022 《자린고비》, 문학동네
- 2021 《하나도 안 괜찮아》, 문학동네
- 2021 《이불은 안 덮어》, 문학동네
- 2021 《친구랑 안 놀아》, 문학동네
- 2019 《사랑해 아니요군》, 이봄
- 2018 《숨》, 문학동네
- 2017 《나는 봉지》, 웅진주니어
- 2016 《곰씨의 의자》, 문학동네
- 2015 《너의 날》, 책 읽는 곰
- 2014 《고슴도치 엑스》, 문학동네
- 2012 《코끼리 아저씨와 100개의 물방울》, 문학동네
- 2010 《책청소부 소소》, 문학동네
- 2006 《기차와 물고기》, 문학동네

## 수상
- 2012 《책청소부 소소》 볼로냐 국제아동도서전 올해의 일러스트레이터로 선정
- 2013 《코끼리 아저씨와 100개의 물방울》 브라티슬라바 BIB 황금사과상[6], 스위스 PETITS MOMES 수상
- 2015 《고슴도치 X》 뮌헨 국제어린이도서관 화이트 레이븐스[2]
- 2019 《숨》  IBBY 사일런트북 선정[7]

## 활동
그녀는 낭독회, 강연, 전시 등 다양한 활동을 통해 대면, 비대면으로 독자와의 소통을 지속적으로 이어가고 있다.
- 2023 볼로냐 국제아동도서전, 노인경 작가 낭독회
- 2022 고슴도치엑스 원화전시, 의왕시 글로벌도서관
- 2021 보따리 바캉스 그룹 전시, 현대어린이책미술관, 판교[8]
- 2020 우리는 늘 놀고 싶다, 그룹 전시, 원주 문아리 5.3[9]
- 2016 ‘뭉치와 소소’ 원화 기획 전시, 판교 현대어린이책미술관[10]
- 2012 Confessione arrogante 개인 전시, Studio H, Milano Italia[11]